# Dave Toschi
Dave Toschi, właśc. David Ramon Toschi (ur. 11 lipca 1931 w San Francisco, zm. 6 stycznia 2018 tamże) – amerykański policjant śledczy, w latach 1952–1983 związany z San Francisco Police Department. Na przełomie lat 60. i 70. XX wieku główny śledczy w głośnej sprawie mordercy Zodiaka, zaangażowany także w sprawę czarnoskórych muzułmańskich morderców, którą nazwano Zebra murders.
Po zakończeniu pracy w policji był dyrektorem ds. bezpieczeństwa w Szpitalu św. Łukasza w San Francisco, a następnie wiceprezesem NorthStar Security Services w Daly City. Jego osoba natchnęła powstanie licznych postaci filmowych, a w nakręconym przez Davida Finchera Zodiaku (2007), Toschi został sportretowany przez Marka Ruffalo.

## Sprawa Zodiaka
Toschi, wraz z innym detektywem policji, Billem Armstrongiem, został przypisany do sprawy Zodiaka po tym, jak ten 11 października 1969 zamordował taksówkarza Paula Stine’a. Departament policji w tamtym czasie o powiązania z Zodiakiem podejrzewał szacowaną liczbę 2500 osób, w tym, zdaniem Toschiego, najbardziej prawdopodobnego podejrzanego, Arthura Leigh Allena, który znajdował się w pobliżu miejsca niemal każdego morderstwa Zodiaka, oraz Bruce’a Davisa, dawnego członka „Rodziny” zbrodniarza Charlesa Mansona, jednak w dalszej części śledztwa odrzucono ich obu, między innymi jako nieodpowiadających rysopisowi Zodiaka według zeznań niektórych naocznych świadków jego zbrodni.
24 kwietnia 1978 do policji w San Francisco trafił list rzekomego autorstwa Zodiaka. Początkowo uznany za prawdziwy, 3 miesiące później podano jego autentyczność w wątpliwość, zakładając, iż sfabrykował go Toschi, chcąc uciszyć sprawę w mediach. Pisarz Armistead Maupin, który 2 lata wcześniej otrzymał podobny list od fana, wierzył iż jego autorem jest Toschi. Dave przyznał się do napisania listu do Maupina, jednocześnie zaprzeczając swojemu autorstwu listu do policji. Od tamtego czasu wysyłano różne listy z podpisami i symbolem Zodiaka, jednak jego tożsamość nie została zidentyfikowana.

## Upamiętnienie w popkulturze
- Znalazł się na 9. miejscu listy „10 prawdziwych detektywów, którzy byli lepsi od fikcyjnych”, sporządzonej przez redaktora portalu Listverse[2].
- W filmie Zodiak (2007) w reżyserii Davida Finchera i według scenariusza Jamesa Vanderbilta, który opowiada o prawdziwym śledztwie mordercy Zodiaka, Toschiego zagrał aktor Mark Ruffalo[5].
- Aktor Steve McQueen, przygotowując się do roli Franka Bullitta w filmie Bullitt (1968), inspirował się osobą Toschiego, budując charakter swojej filmowej postaci na podstawie Dave’a. McQueen odwiedził w tym czasie departament policji, w którym pracował Toschi[3].
- Scenarzyści filmu Brudny Harry (1971) – Rita M. Fink oraz Harry Julian Fink przyznali, iż tytułowa postać inspektora granego przez Clinta Eastwooda była inspirowana Toschim, z kolei główny antagonista filmu – „Skorpion” (Andy Robinson), był inspirowany Zodiakiem[9].